# Цветынь
Цветынь  (Цветынка) — река в Орловском районе Орловской области. Устье реки находится в 1370 км от устья Оки по левому берегу. Длина реки составляет 16 км, площадь водосборного бассейна — 62 км².

## Данные водного реестра
По данным государственного водного реестра России относится к Окскому бассейновому округу, водохозяйственный участок реки — Ока от города Орёл до города Белёв, речной подбассейн реки — бассейны притоков Оки до впадения Мокши. Речной бассейн реки — Ока.
Код объекта в государственном водном реестре — 09010100212110000018018: